# Weiden an der March
Weiden an der March – gmina w Austrii, w kraju związkowym Dolna Austria, w powiecie Gänserndorf. Liczy 1 013 mieszkańców (1 stycznia 2014).